# Église de la Trinité-des-Serebrianiki
L'église de la Trinité-des-Serebianiki (Храм Троицы Живоначальной в Серебряниках) est une église paroissiale orthodoxe de Moscou dépendant du doyenné Pokrovski de l'éparchie de Moscou. Elle est dédiée à la Trinité et se trouve dans le quartier de la Taganka dans le centre historique de la capitale, chemin Serebrianitcheski. Elle appartient à l'Église orthodoxe russe .

## Histoire

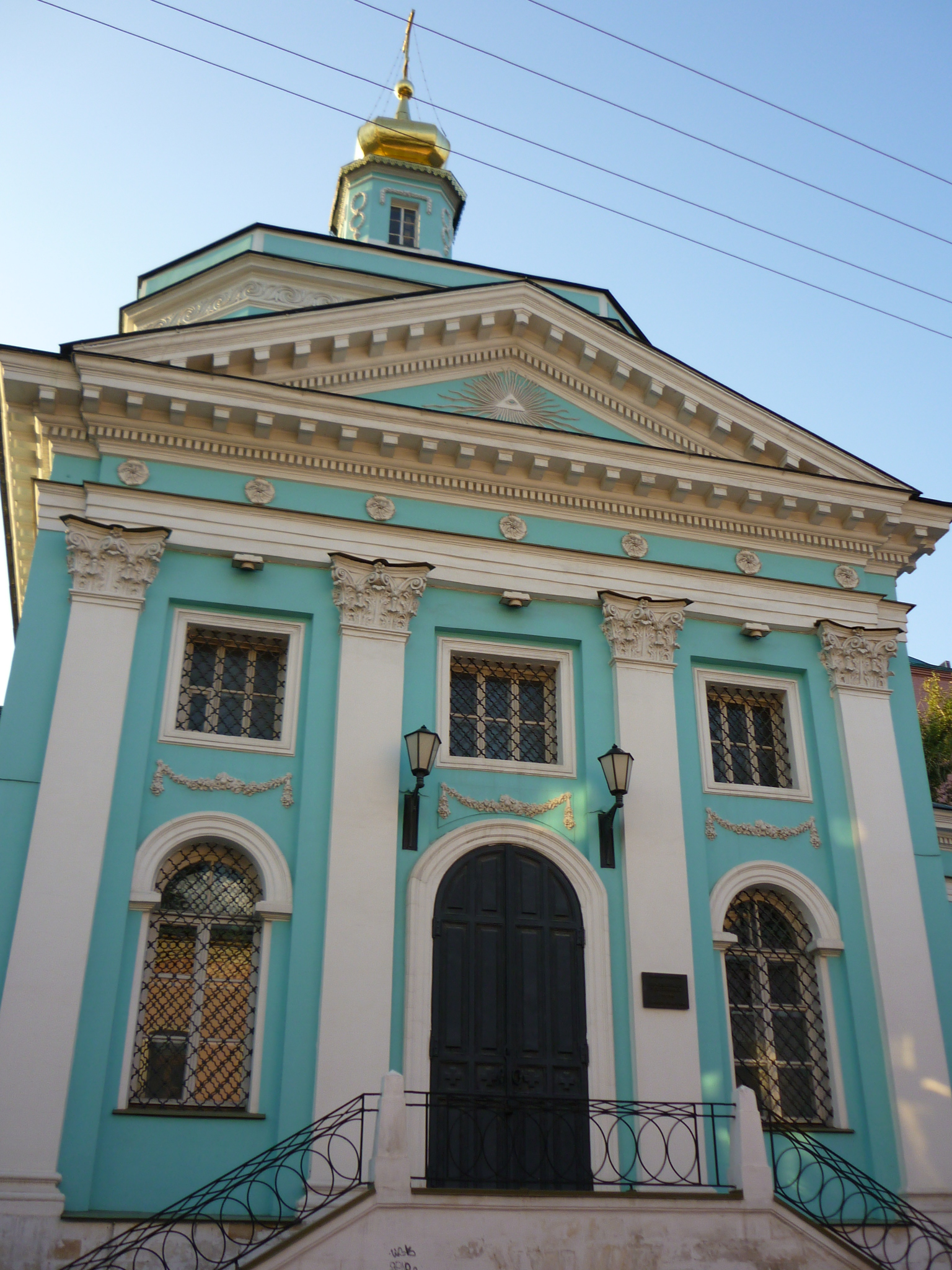
Façade.

L'église reçoit son nom de la sloboda Serebrianaïa, faubourg où vivaient les orfèvres argentiers (serebrianiki; de serebro argent) qui fabriquaient de l'argenterie, des rizas, bagues et boucles d'oreille, etc. Une première église en bois est construite avant la dynastie Romanov. Elle est mentionnée pour la première fois en 1620 comme église de bois et en 1657 elle est reconstruite en pierre. En 1722 on y mentionne une abside dédiée à Notre-Dame de Kazan et on en construit une seconde en 1750 dédiée à saint Basile le Grand. De 1764 à 1768, Athanase Gontcharov, qui habitait dans un hôtel particulier juste à côté, fait élever le clocher. Certains auteurs sont d'avis qu'il est l'œuvre de Karl Blank. En 1781, l'église est entièrement reconstruite; il ne reste de l'ancienne église que le soubassement et quelques pans de mur. Le clocher quant à lui est déplacé près de la rue Iouazkaïa. La reconstruction est financée en grande partie par une femme très fortunée de la classe des marchands, Tatiana Sourovchtchikova. En 1890, l'église-réfectoire (trapeznaïa) est élargie par l'architecte Viatcheslav Jigardlovitch.
L'église est fermée par les Bolchéviques après la Révolution d'Octobre. La coupole et les croix dorées sont abattues dans les années 1930. On y installe des logements, puis l'édifice est transformé en dépôt. En 1959, l'édifice est restauré, en lien avec la visite prévue du président américain Eisenhower; mais parce que la visite est annulée, les travaux sont ralentis et les échaffaudages demeurent jusqu'en 1965. Une autre tentative de restauration a lieu en 1977-1978, sans grands résultats. En 1990, l'édifice est un dépôt du studio « Diafilm ».
Elle retourne à la communauté orthodoxe en 1993 et le culte est rétabli en permanence en 2001.

## Galerie

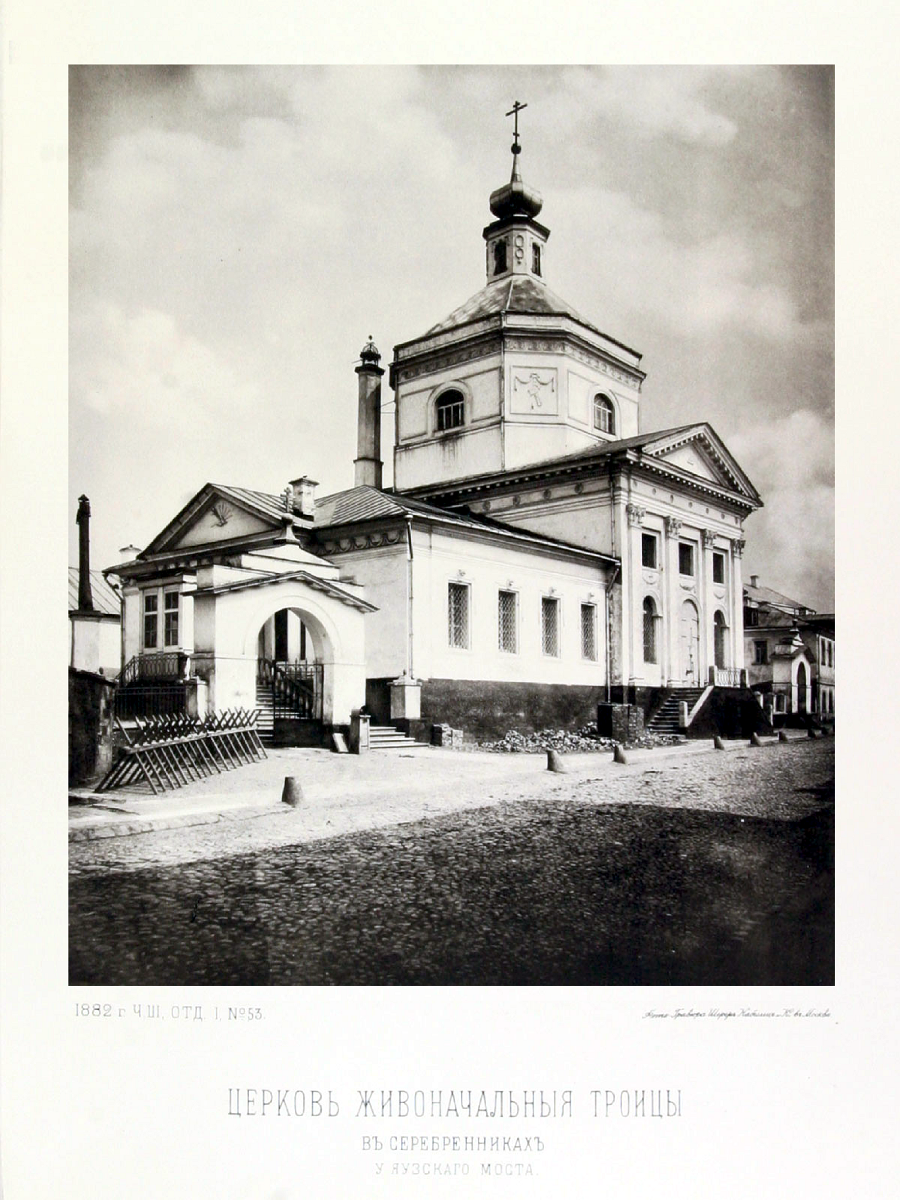
Vue en 1882.
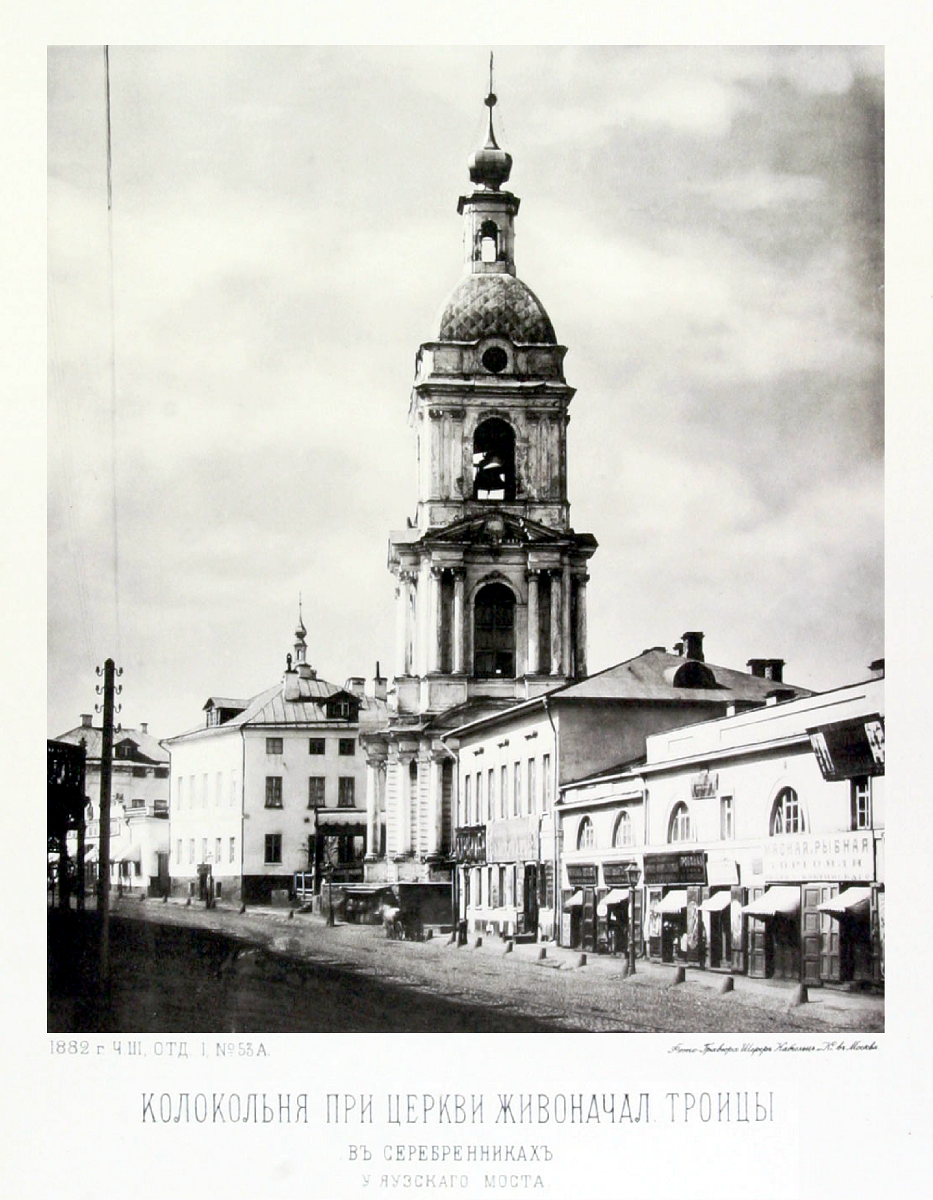
Photographie du clocher en 1882 dans l'album de Nikolaï Naïdionov.
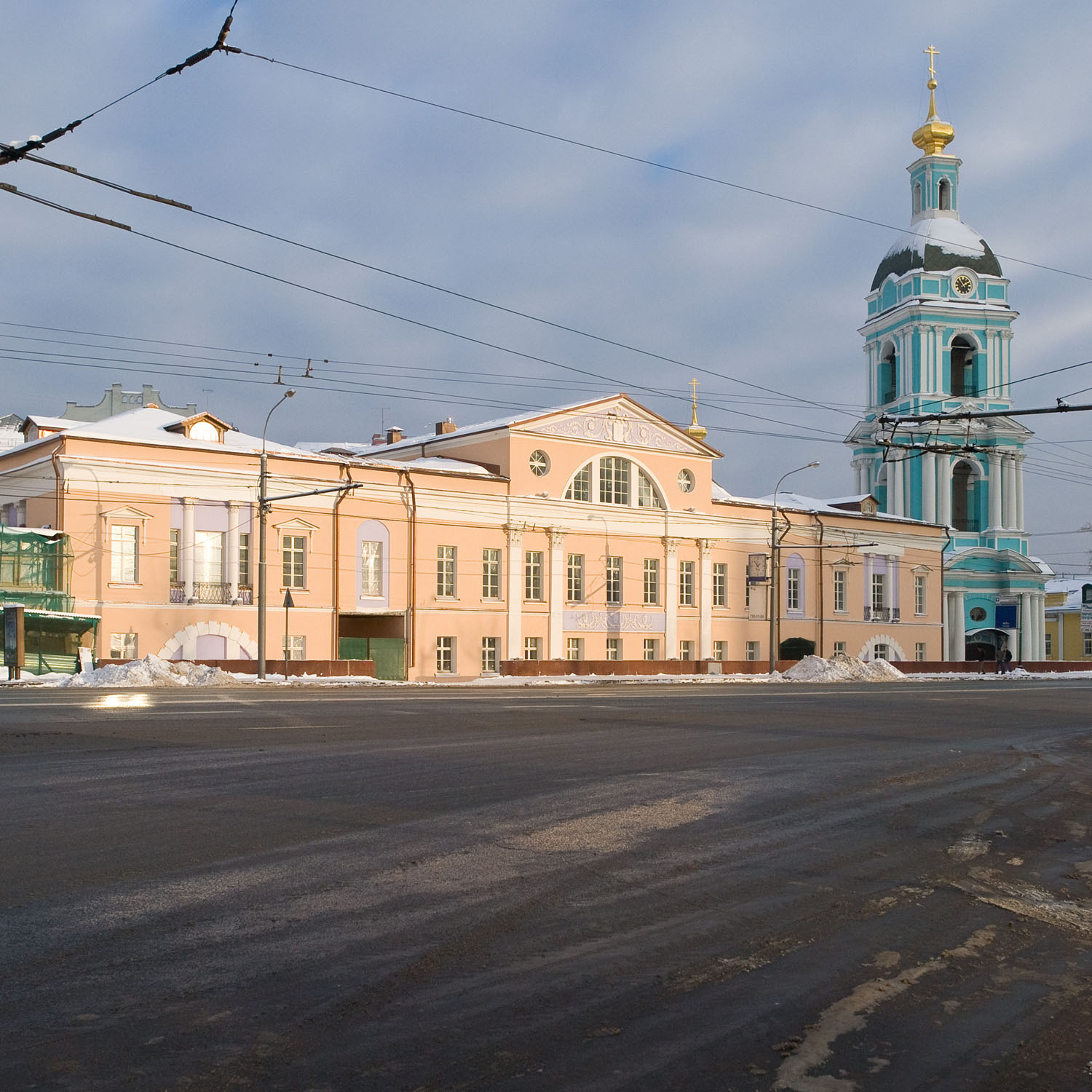
Clocher.
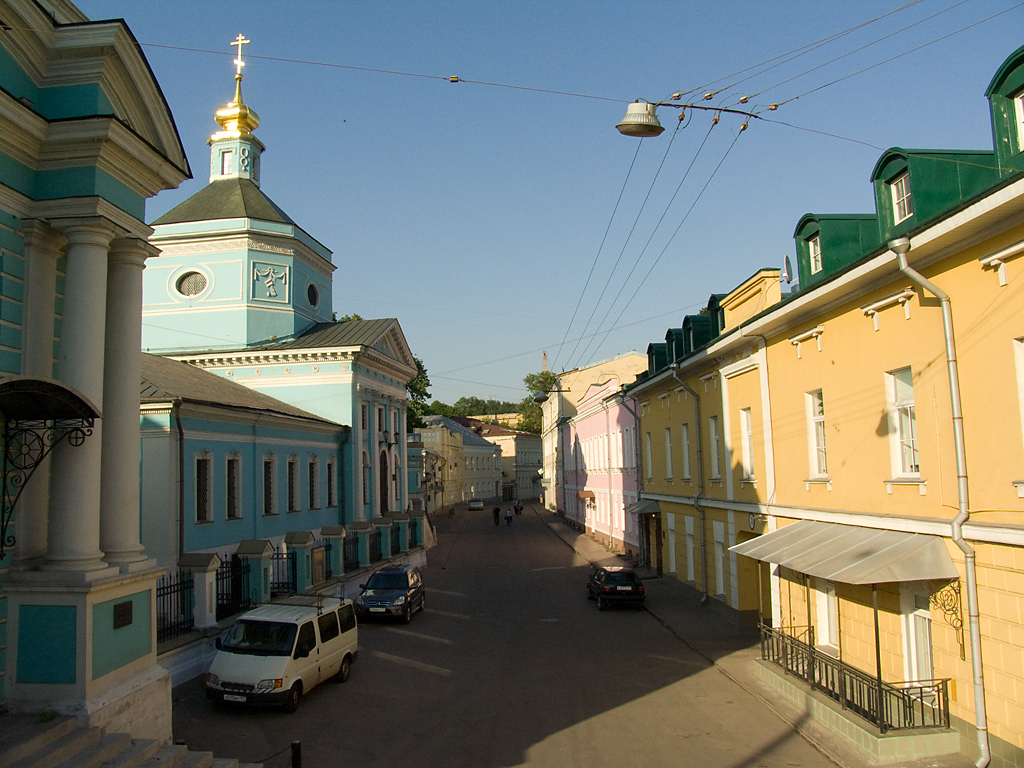
Vue du chemin Serebrianitcheski.
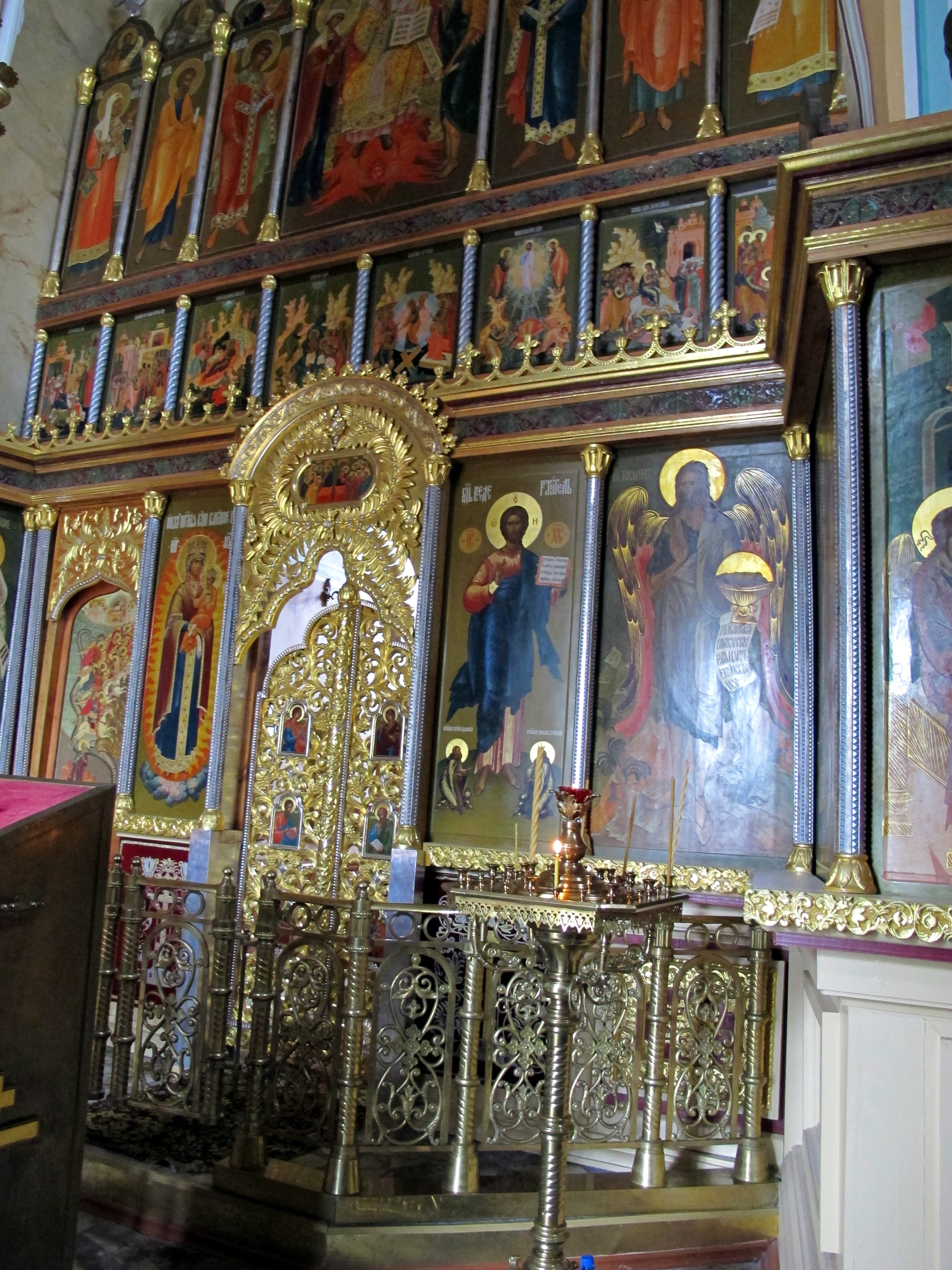
Iconostase.
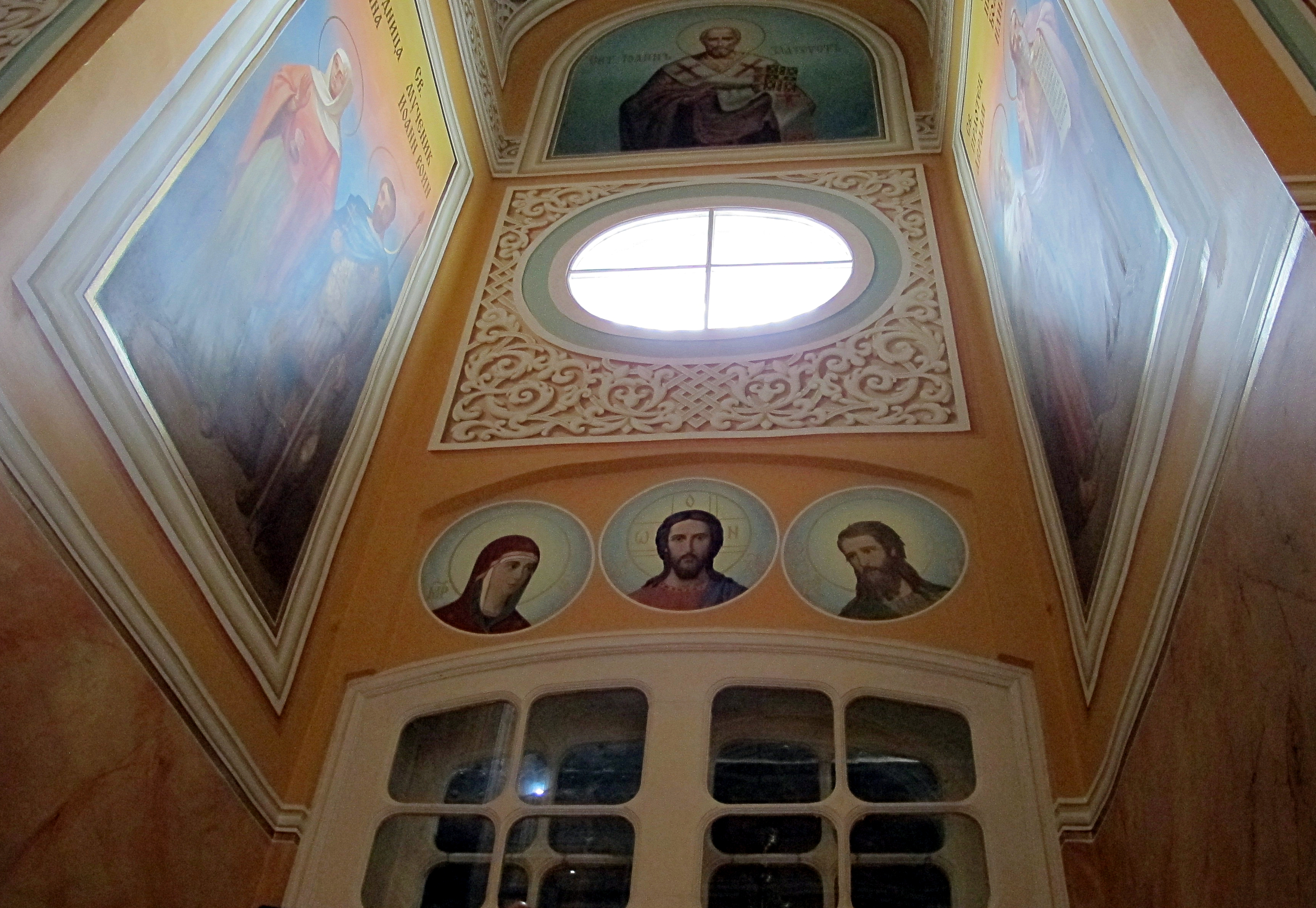
Fresques sous la coupole.

## Source de la traduction
- (ru) Cet article est partiellement ou en totalité issu de l’article de Wikipédia en russe intitulé « Храм Троицы Живоначальной в Серебряниках » (voir la liste des auteurs).